# Ciclisme als Jocs Olímpics d'estiu de 2024 - Ciclisme en ruta femení
La cursa femenina de ciclisme de carretera als Jocs Olímpics d'estiu de 2024 va tenir lloc el dia 4 d'agost de 2024 a París. La sortida i l'arribada fou al Pont d'Iéna.
La ruta es revela el 4 de juliol de 2023. Té una longitud de 158 km. Després d'una sortida neutralitzada de 5 km amb sortida des del Trocadéro de París, l'autèntic inici de la cursa té lloc al carrer Gay-Lussac al Barri Llatí, després els ciclistes passaren per la vall de Chevreuse, abans d'iniciar un circuit final pujant al fins a Montmartre i descendir per arribar al Pont d'Iéna al costat de la Torre Eiffel. Durant tot el recorregut hi ha nombroses dificultats muntanyoses i l'empedrat pel barri de Montmatre.

## Medalles
| Or                     | Argent             | Bronze              |
| Kristen Faulkner (USA) | Marianne Vos (NED) | Lotte Kopecky (BEL) |

## Seleccions participants
Es van assignar 92 places. Hi participaren la balear Mavi García obtenint diploma olímpic amb una 6a posició i la catalana Mireia Benito que va entrar en la 63a posició.
| Equips nacionals (56)- Àustria - Bèlgica - Països Baixos - Itàlia - Polònia - França - Austràlia - Suïssa - Gran Bretanya - Estats Units d'Amèrica - Espanya - Alemanya - Dinamarca - Nova Zelanda - Canadà - Cuba - Sud-àfrica - Finlàndia - Noruega - Colòmbia - Luxemburg - Uzbekistan - Maurici - Xile - República Popular de la Xina - Eslovènia - Irlanda - Txèquia - Hong Kong - Xipre - Tailàndia - Brasil - Ucraïna - Suècia - Corea del Sud - Hongria - Algèria - Sèrbia - Mèxic - Japó - Lituània - Eslovàquia - Vietnam - Portugal - Namíbia - Letònia - Emirats Àrabs Units - Israel - Costa Rica - Malàisia - Nigèria - Burkina Faso - Afganistan - Ruanda - Esportistes Neutrals Individuals - Equip Olímpic de Refugiats |
| |

## Resultats
| \| Classificació general \| Classificació general \| Classificació general \| Classificació general \| Classificació general \| \| Ciclista \| Ciclista \| Equip \| Temps \| \| \| --------------------- \| ---------------------------------- \| ---------------------- \| --------------------- \| --------------------- \| \| 1r \| Kristen Faulkner \| Estats Units d'Amèrica \| 3h 59' 23" \| \| \| 2n \| Marianne Vos \| Països Baixos \| + 58" \| \| \| 3r \| Lotte Kopecky \| Bèlgica \| + 58" \| \| \| 4t \| Blanka Vas \| Hongria \| + 58" \| \| \| 5è \| Pfeiffer Georgi \| Gran Bretanya \| + 1' 21" \| \| \| 6è \| Margarita Victoria García Cañellas \| Espanya \| + 1' 23" \| \| \| 7è \| Noemi Rüegg \| Suïssa \| + 2' 04" \| \| \| 8è \| Katarzyna Niewiadoma \| Polònia \| + 2' 44" \| \| \| 9è \| Elisa Longo Borghini \| Itàlia \| + 3' 05" \| \| \| 10è \| Marta Lach \| Polònia \| + 3' 27" \| \| \| 11è \| Lorena Wiebes \| Països Baixos \| + 3' 31" \| \| \| 12è \| Lizzie Deignan \| Gran Bretanya \| + 3' 34" \| \| \| 13è \| Anna Henderson \| Gran Bretanya \| + 3' 34" \| \| \| 14è \| Caroline Andersson \| Suècia \| + 3' 34" \| \| \| 15è \| Chloé Dygert \| Estats Units d'Amèrica \| + 3' 40" \| \| \| 16è \| Liane Lippert \| Alemanya \| + 4' 04" \| \| \| 17è \| Christine Majerus \| Luxemburg \| + 5' 00" \| \| \| 18è \| Elise Chabbey \| Suïssa \| + 5' 00" \| \| \| 19è \| Alison Jackson \| Canadà \| + 5' 00" \| \| \| 20è \| Rasa Leleivytė \| Lituània \| + 5' 00" \| \| \| 21è \| Ingvild Gåskjenn \| Noruega \| + 5' 00" \| \| \| 22è \| Lauretta Hanson \| Austràlia \| + 5' 00" \| \| \| 23è \| Grace Brown \| Austràlia \| + 5' 00" \| \| \| 24è \| Justine Ghekiere \| Bèlgica \| + 5' 00" \| \| \| 25è \| Elena Cecchini \| Itàlia \| + 5' 00" \| \| |                                    |                        |            |
| |                                    |                        |            |
| |                                    |                        |            |
| Classificació general |                                    |                        |            |
| Ciclista | Ciclista                           | Equip                  | Temps      |
| 1r | Kristen Faulkner                   | Estats Units d'Amèrica | 3h 59' 23" |
| 2n | Marianne Vos                       | Països Baixos          | + 58"      |
| 3r | Lotte Kopecky                      | Bèlgica                | + 58"      |
| 4t | Blanka Vas                         | Hongria                | + 58"      |
| 5è | Pfeiffer Georgi                    | Gran Bretanya          | + 1' 21"   |
| 6è | Margarita Victoria García Cañellas | Espanya                | + 1' 23"   |
| 7è | Noemi Rüegg                        | Suïssa                 | + 2' 04"   |
| 8è | Katarzyna Niewiadoma               | Polònia                | + 2' 44"   |
| 9è | Elisa Longo Borghini               | Itàlia                 | + 3' 05"   |
| 10è | Marta Lach                         | Polònia                | + 3' 27"   |
| 11è | Lorena Wiebes                      | Països Baixos          | + 3' 31"   |
| 12è | Lizzie Deignan                     | Gran Bretanya          | + 3' 34"   |
| 13è | Anna Henderson                     | Gran Bretanya          | + 3' 34"   |
| 14è | Caroline Andersson                 | Suècia                 | + 3' 34"   |
| 15è | Chloé Dygert                       | Estats Units d'Amèrica | + 3' 40"   |
| 16è | Liane Lippert                      | Alemanya               | + 4' 04"   |
| 17è | Christine Majerus                  | Luxemburg              | + 5' 00"   |
| 18è | Elise Chabbey                      | Suïssa                 | + 5' 00"   |
| 19è | Alison Jackson                     | Canadà                 | + 5' 00"   |
| 20è | Rasa Leleivytė                     | Lituània               | + 5' 00"   |
| 21è | Ingvild Gåskjenn                   | Noruega                | + 5' 00"   |
| 22è | Lauretta Hanson                    | Austràlia              | + 5' 00"   |
| 23è | Grace Brown                        | Austràlia              | + 5' 00"   |
| 24è | Justine Ghekiere                   | Bèlgica                | + 5' 00"   |
| 25è | Elena Cecchini                     | Itàlia                 | + 5' 00"   |

## Llista de participants
| Àustria AUT | Àustria AUT             | Àustria AUT |
| ----------- | ----------------------- | ----------- |
| Núm         | Ciclista                | Pos         |
| 1           | Anna Kiesenhofer        | 52è         |
| 2           | Christina Schweinberger | 28è         |

| Bèlgica BEL | Bèlgica BEL           | Bèlgica BEL |
| ----------- | --------------------- | ----------- |
| Núm         | Ciclista              | Pos         |
| 3           | Lotte Kopecky         | 3r          |
| 4           | Justine Ghekiere      | 24è         |
| 5           | Julie Van de Velde    | 53è         |
| 6           | Margot Vanpachtenbeke | 43è         |

| Països Baixos NED | Països Baixos NED | Països Baixos NED |
| ----------------- | ----------------- | ----------------- |
| Núm               | Ciclista          | Pos               |
| 7                 | Ellen van Dijk    | 58è               |
| 8                 | Demi Vollering    | 34è               |
| 9                 | Marianne Vos      | 2n                |
| 10                | Lorena Wiebes     | 11è               |

| Itàlia ITA | Itàlia ITA           | Itàlia ITA |
| ---------- | -------------------- | ---------- |
| Núm        | Ciclista             | Pos        |
| 11         | Elisa Balsamo        | 54è        |
| 12         | Elena Cecchini       | 25è        |
| 13         | Elisa Longo Borghini | 9è         |
| 14         | Silvia Persico       | 55è        |

| Polònia POL | Polònia POL              | Polònia POL |
| ----------- | ------------------------ | ----------- |
| Núm         | Ciclista                 | Pos         |
| 15          | Marta Lach               | 10è         |
| 16          | Katarzyna Niewiadoma     | 8è          |
| 17          | Agnieszka Skalniak-Sójka | 45è         |

| França FRA | França FRA          | França FRA |
| ---------- | ------------------- | ---------- |
| Núm        | Ciclista            | Pos        |
| 18         | Victoire Berteau    | 27è        |
| 19         | Audrey Cordon-Ragot | 38è        |
| 20         | Juliette Labous     | 46è        |

| Austràlia AUS | Austràlia AUS       | Austràlia AUS |
| ------------- | ------------------- | ------------- |
| Núm           | Ciclista            | Pos           |
| 21            | Grace Brown         | 23è           |
| 22            | Lauretta Hanson     | 22è           |
| 23            | Ruby Roseman-Gannon | 39è           |

| Suïssa SUI | Suïssa SUI     | Suïssa SUI |
| ---------- | -------------- | ---------- |
| Núm        | Ciclista       | Pos        |
| 24         | Elise Chabbey  | 18è        |
| 25         | Elena Hartmann | 57è        |
| 26         | Noemi Rüegg    | 7è         |
| 27         | Linda Zanetti  | 65è        |

| Gran Bretanya GBR | Gran Bretanya GBR | Gran Bretanya GBR |
| ----------------- | ----------------- | ----------------- |
| Núm               | Ciclista          | Pos               |
| 28                | Lizzie Deignan    | 12è               |
| 29                | Pfeiffer Georgi   | 5è                |
| 30                | Anna Henderson    | 13è               |

| Estats Units d'Amèrica USA | Estats Units d'Amèrica USA | Estats Units d'Amèrica USA |
| -------------------------- | -------------------------- | -------------------------- |
| Núm                        | Ciclista                   | Pos                        |
| 32                         | Chloé Dygert               | 15è                        |
| 33                         | Kristen Faulkner           | 1r                         |

| Espanya ESP | Espanya ESP                        | Espanya ESP |
| ----------- | ---------------------------------- | ----------- |
| Núm         | Ciclista                           | Pos         |
| 34          | Mireia Benito Pellicer             | 63è         |
| 35          | Margarita Victoria García Cañellas | 6è          |

| Alemanya GER | Alemanya GER        | Alemanya GER |
| ------------ | ------------------- | ------------ |
| Núm          | Ciclista            | Pos          |
| 36           | Franziska Koch      | 40è          |
| 37           | Liane Lippert       | 16è          |
| 38           | Antonia Niedermaier | 32è          |

| Dinamarca DEN | Dinamarca DEN         | Dinamarca DEN |
| ------------- | --------------------- | ------------- |
| Núm           | Ciclista              | Pos           |
| 39            | Emma Norsgaard        | 49è           |
| 40            | Rebecca Koerner       | 76è           |
| 41            | Cecilie Uttrup Ludwig | 29è           |

| Nova Zelanda NZL | Nova Zelanda NZL   | Nova Zelanda NZL |
| ---------------- | ------------------ | ---------------- |
| Núm              | Ciclista           | Pos              |
| 42               | Kim Cadzow         | 56è              |
| 43               | Niamh Fisher-Black | 31è              |

| Canadà CAN | Canadà CAN     | Canadà CAN |
| ---------- | -------------- | ---------- |
| Núm        | Ciclista       | Pos        |
| 44         | Olivia Baril   | 44è        |
| 45         | Alison Jackson | 19è        |

| Cuba CUB | Cuba CUB                 | Cuba CUB |
| -------- | ------------------------ | -------- |
| Núm      | Ciclista                 | Pos      |
| 46       | Arlenis Sierra Cañadilla | 48è      |

| Sud-àfrica RSA | Sud-àfrica RSA   | Sud-àfrica RSA |
| -------------- | ---------------- | -------------- |
| Núm            | Ciclista         | Pos            |
| 47             | Tiffany Keep     | DNF            |
| 48             | Ashleigh Moolman | 33è            |

| Finlàndia FIN | Finlàndia FIN    | Finlàndia FIN |
| ------------- | ---------------- | ------------- |
| Núm           | Ciclista         | Pos           |
| 49            | Anniina Ahtosalo | 37è           |

| Noruega NOR | Noruega NOR       | Noruega NOR |
| ----------- | ----------------- | ----------- |
| Núm         | Ciclista          | Pos         |
| 50          | Marte Berg Edseth | 30è         |
| 51          | Ingvild Gåskjenn  | 21è         |

| Colòmbia COL | Colòmbia COL | Colòmbia COL |
| ------------ | ------------ | ------------ |
| Núm          | Ciclista     | Pos          |
| 52           | Paula Patiño | 50è          |

| Luxemburg LUX | Luxemburg LUX     | Luxemburg LUX |
| ------------- | ----------------- | ------------- |
| Núm           | Ciclista          | Pos           |
| 53            | Christine Majerus | 17è           |

| Uzbekistan UZB | Uzbekistan UZB    | Uzbekistan UZB |
| -------------- | ----------------- | -------------- |
| Núm            | Ciclista          | Pos            |
| 54             | Yanina Kuskova    | 51è            |
| 55             | Olga Zabelínskaia | 70è            |

| Maurici MRI | Maurici MRI        | Maurici MRI |
| ----------- | ------------------ | ----------- |
| Núm         | Ciclista           | Pos         |
| 56          | Kimberley Le Court | DNF         |

| Xile CHI | Xile CHI      | Xile CHI |
| -------- | ------------- | -------- |
| Núm      | Ciclista      | Pos      |
| 57       | Catalina Soto | 60è      |

| República Popular de la Xina CHN | República Popular de la Xina CHN | República Popular de la Xina CHN |
| -------------------------------- | -------------------------------- | -------------------------------- |
| Núm                              | Ciclista                         | Pos                              |
| 58                               | Tang Xin                         | DNF                              |

| Eslovènia SLO | Eslovènia SLO | Eslovènia SLO |
| ------------- | ------------- | ------------- |
| Núm           | Ciclista      | Pos           |
| 59            | Eugenia Bujak | 42è           |
| 60            | Urša Pintar   | 59è           |

| Esportistes Neutrals Individuals AIN | Esportistes Neutrals Individuals AIN | Esportistes Neutrals Individuals AIN |
| ------------------------------------ | ------------------------------------ | ------------------------------------ |
| Núm                                  | Ciclista                             | Pos                                  |
| 61                                   | Tamara Balabolina                    | 47è                                  |
| 62                                   | Alena Ivanchenko                     | 72è                                  |

| Irlanda IRL | Irlanda IRL    | Irlanda IRL |
| ----------- | -------------- | ----------- |
| Núm         | Ciclista       | Pos         |
| 63          | Megan Armitage | 35è         |

| Txèquia CZE | Txèquia CZE   | Txèquia CZE |
| ----------- | ------------- | ----------- |
| Núm         | Ciclista      | Pos         |
| 64          | Julia Kopecký | 36è         |

| Hong Kong HKG | Hong Kong HKG | Hong Kong HKG |
| ------------- | ------------- | ------------- |
| Núm           | Ciclista      | Pos           |
| 65            | Sze Wing Lee  | 64è           |

| Xipre CYP | Xipre CYP          | Xipre CYP |
| --------- | ------------------ | --------- |
| Núm       | Ciclista           | Pos       |
| 66        | Antri Christoforou | 62è       |

| Tailàndia THA | Tailàndia THA    | Tailàndia THA |
| ------------- | ---------------- | ------------- |
| Núm           | Ciclista         | Pos           |
| 67            | Phetdarin Somrat | 78è           |

| Brasil BRA | Brasil BRA            | Brasil BRA |
| ---------- | --------------------- | ---------- |
| Núm        | Ciclista              | Pos        |
| 68         | Ana Vitória Magalhães | 74è        |

| Ucraïna UKR | Ucraïna UKR     | Ucraïna UKR |
| ----------- | --------------- | ----------- |
| Núm         | Ciclista        | Pos         |
| 69          | Iúlia Biriukova | 67è         |

| Esportistes Neutrals Individuals AIN | Esportistes Neutrals Individuals AIN | Esportistes Neutrals Individuals AIN |
| ------------------------------------ | ------------------------------------ | ------------------------------------ |
| Núm                                  | Ciclista                             | Pos                                  |
| 70                                   | Hanna Tserakh                        | 61è                                  |

| Suècia SWE | Suècia SWE         | Suècia SWE |
| ---------- | ------------------ | ---------- |
| Núm        | Ciclista           | Pos        |
| 71         | Caroline Andersson | 14è        |

| Corea del Sud KOR | Corea del Sud KOR | Corea del Sud KOR |
| ----------------- | ----------------- | ----------------- |
| Núm               | Ciclista          | Pos               |
| 72                | Song Min-ji       | DNF               |

| Hongria HUN | Hongria HUN | Hongria HUN |
| ----------- | ----------- | ----------- |
| Núm         | Ciclista    | Pos         |
| 73          | Blanka Vas  | 4t          |

| Algèria ALG | Algèria ALG    | Algèria ALG |
| ----------- | -------------- | ----------- |
| Núm         | Ciclista       | Pos         |
| 74          | Nesrine Houili | DNF         |

| Sèrbia SRB | Sèrbia SRB  | Sèrbia SRB |
| ---------- | ----------- | ---------- |
| Núm        | Ciclista    | Pos        |
| 75         | Jelena Erić | 66è        |

| Mèxic MEX | Mèxic MEX      | Mèxic MEX |
| --------- | -------------- | --------- |
| Núm       | Ciclista       | Pos       |
| 76        | Marcela Prieto | DNF       |

| Japó JPN | Japó JPN     | Japó JPN |
| -------- | ------------ | -------- |
| Núm      | Ciclista     | Pos      |
| 77       | Eri Yonamine | 26è      |

| Lituània LTU | Lituània LTU   | Lituània LTU |
| ------------ | -------------- | ------------ |
| Núm          | Ciclista       | Pos          |
| 78           | Rasa Leleivytė | 20è          |

| Eslovàquia SVK | Eslovàquia SVK | Eslovàquia SVK |
| -------------- | -------------- | -------------- |
| Núm            | Ciclista       | Pos            |
| 79             | Nora Jenčušová | 71è            |

| Vietnam VIE | Vietnam VIE     | Vietnam VIE |
| ----------- | --------------- | ----------- |
| Núm         | Ciclista        | Pos         |
| 80          | Nguyễn Thị Thật | 73è         |

| Portugal POR | Portugal POR   | Portugal POR |
| ------------ | -------------- | ------------ |
| Núm          | Ciclista       | Pos          |
| 81           | Daniela Campos | 41è          |

| Namíbia NAM | Namíbia NAM | Namíbia NAM |
| ----------- | ----------- | ----------- |
| Núm         | Ciclista    | Pos         |
| 82          | Vera Looser | 68è         |

| Letònia LAT | Letònia LAT         | Letònia LAT |
| ----------- | ------------------- | ----------- |
| Núm         | Ciclista            | Pos         |
| 83          | Anastasia Carbonari | 69è         |

| Emirats Àrabs Units UAE | Emirats Àrabs Units UAE | Emirats Àrabs Units UAE |
| ----------------------- | ----------------------- | ----------------------- |
| Núm                     | Ciclista                | Pos                     |
| 84                      | Safiya Al Sayegh        | DNF                     |

| Israel ISR | Israel ISR       | Israel ISR |
| ---------- | ---------------- | ---------- |
| Núm        | Ciclista         | Pos        |
| 85         | Rotem Gafinovitz | 77è        |

| Costa Rica CRC | Costa Rica CRC      | Costa Rica CRC |
| -------------- | ------------------- | -------------- |
| Núm            | Ciclista            | Pos            |
| 86             | Milagro Mena Solano | DNF            |

| Malàisia MAS | Malàisia MAS             | Malàisia MAS |
| ------------ | ------------------------ | ------------ |
| Núm          | Ciclista                 | Pos          |
| 87           | Nur Aisyah Mohamad Zubir | DNF          |

| Nigèria NGR | Nigèria NGR           | Nigèria NGR |
| ----------- | --------------------- | ----------- |
| Núm         | Ciclista              | Pos         |
| 88          | Ese Lovina Ukpeseraye | DNF         |

| Burkina Faso BUR | Burkina Faso BUR | Burkina Faso BUR |
| ---------------- | ---------------- | ---------------- |
| Núm              | Ciclista         | Pos              |
| 89               | Awa Bamogo       | DNF              |

| Afganistan AFG | Afganistan AFG | Afganistan AFG |
| -------------- | -------------- | -------------- |
| Núm            | Ciclista       | Pos            |
| 90             | Fariba Hashimi | 75è            |
| 91             | Yulduz Hashimi | DNF            |

| Ruanda RWA | Ruanda RWA     | Ruanda RWA |
| ---------- | -------------- | ---------- |
| Núm        | Ciclista       | Pos        |
| 92         | Diane Ingabire | DNF        |

| Equip Olímpic de Refugiats EOR | Equip Olímpic de Refugiats EOR | Equip Olímpic de Refugiats EOR |
| ------------------------------ | ------------------------------ | ------------------------------ |
| Núm                            | Ciclista                       | Pos                            |
| 93                             | Eyeru Tesfoam Gebru            | DNF                            |

| Àustria AUT | Àustria AUT             | Àustria AUT |
| ----------- | ----------------------- | ----------- |
| Núm         | Ciclista                | Pos         |
| 1           | Anna Kiesenhofer        | 52è         |
| 2           | Christina Schweinberger | 28è         |

| Bèlgica BEL | Bèlgica BEL           | Bèlgica BEL |
| ----------- | --------------------- | ----------- |
| Núm         | Ciclista              | Pos         |
| 3           | Lotte Kopecky         | 3r          |
| 4           | Justine Ghekiere      | 24è         |
| 5           | Julie Van de Velde    | 53è         |
| 6           | Margot Vanpachtenbeke | 43è         |

| Països Baixos NED | Països Baixos NED | Països Baixos NED |
| ----------------- | ----------------- | ----------------- |
| Núm               | Ciclista          | Pos               |
| 7                 | Ellen van Dijk    | 58è               |
| 8                 | Demi Vollering    | 34è               |
| 9                 | Marianne Vos      | 2n                |
| 10                | Lorena Wiebes     | 11è               |

| Itàlia ITA | Itàlia ITA           | Itàlia ITA |
| ---------- | -------------------- | ---------- |
| Núm        | Ciclista             | Pos        |
| 11         | Elisa Balsamo        | 54è        |
| 12         | Elena Cecchini       | 25è        |
| 13         | Elisa Longo Borghini | 9è         |
| 14         | Silvia Persico       | 55è        |

| Polònia POL | Polònia POL              | Polònia POL |
| ----------- | ------------------------ | ----------- |
| Núm         | Ciclista                 | Pos         |
| 15          | Marta Lach               | 10è         |
| 16          | Katarzyna Niewiadoma     | 8è          |
| 17          | Agnieszka Skalniak-Sójka | 45è         |

| França FRA | França FRA          | França FRA |
| ---------- | ------------------- | ---------- |
| Núm        | Ciclista            | Pos        |
| 18         | Victoire Berteau    | 27è        |
| 19         | Audrey Cordon-Ragot | 38è        |
| 20         | Juliette Labous     | 46è        |

| Austràlia AUS | Austràlia AUS       | Austràlia AUS |
| ------------- | ------------------- | ------------- |
| Núm           | Ciclista            | Pos           |
| 21            | Grace Brown         | 23è           |
| 22            | Lauretta Hanson     | 22è           |
| 23            | Ruby Roseman-Gannon | 39è           |

| Suïssa SUI | Suïssa SUI     | Suïssa SUI |
| ---------- | -------------- | ---------- |
| Núm        | Ciclista       | Pos        |
| 24         | Elise Chabbey  | 18è        |
| 25         | Elena Hartmann | 57è        |
| 26         | Noemi Rüegg    | 7è         |
| 27         | Linda Zanetti  | 65è        |

| Gran Bretanya GBR | Gran Bretanya GBR | Gran Bretanya GBR |
| ----------------- | ----------------- | ----------------- |
| Núm               | Ciclista          | Pos               |
| 28                | Lizzie Deignan    | 12è               |
| 29                | Pfeiffer Georgi   | 5è                |
| 30                | Anna Henderson    | 13è               |

| Estats Units d'Amèrica USA | Estats Units d'Amèrica USA | Estats Units d'Amèrica USA |
| -------------------------- | -------------------------- | -------------------------- |
| Núm                        | Ciclista                   | Pos                        |
| 32                         | Chloé Dygert               | 15è                        |
| 33                         | Kristen Faulkner           | 1r                         |

| Espanya ESP | Espanya ESP                        | Espanya ESP |
| ----------- | ---------------------------------- | ----------- |
| Núm         | Ciclista                           | Pos         |
| 34          | Mireia Benito Pellicer             | 63è         |
| 35          | Margarita Victoria García Cañellas | 6è          |

| Alemanya GER | Alemanya GER        | Alemanya GER |
| ------------ | ------------------- | ------------ |
| Núm          | Ciclista            | Pos          |
| 36           | Franziska Koch      | 40è          |
| 37           | Liane Lippert       | 16è          |
| 38           | Antonia Niedermaier | 32è          |

| Dinamarca DEN | Dinamarca DEN         | Dinamarca DEN |
| ------------- | --------------------- | ------------- |
| Núm           | Ciclista              | Pos           |
| 39            | Emma Norsgaard        | 49è           |
| 40            | Rebecca Koerner       | 76è           |
| 41            | Cecilie Uttrup Ludwig | 29è           |

| Nova Zelanda NZL | Nova Zelanda NZL   | Nova Zelanda NZL |
| ---------------- | ------------------ | ---------------- |
| Núm              | Ciclista           | Pos              |
| 42               | Kim Cadzow         | 56è              |
| 43               | Niamh Fisher-Black | 31è              |

| Canadà CAN | Canadà CAN     | Canadà CAN |
| ---------- | -------------- | ---------- |
| Núm        | Ciclista       | Pos        |
| 44         | Olivia Baril   | 44è        |
| 45         | Alison Jackson | 19è        |

| Cuba CUB | Cuba CUB                 | Cuba CUB |
| -------- | ------------------------ | -------- |
| Núm      | Ciclista                 | Pos      |
| 46       | Arlenis Sierra Cañadilla | 48è      |

| Sud-àfrica RSA | Sud-àfrica RSA   | Sud-àfrica RSA |
| -------------- | ---------------- | -------------- |
| Núm            | Ciclista         | Pos            |
| 47             | Tiffany Keep     | DNF            |
| 48             | Ashleigh Moolman | 33è            |

| Finlàndia FIN | Finlàndia FIN    | Finlàndia FIN |
| ------------- | ---------------- | ------------- |
| Núm           | Ciclista         | Pos           |
| 49            | Anniina Ahtosalo | 37è           |

| Noruega NOR | Noruega NOR       | Noruega NOR |
| ----------- | ----------------- | ----------- |
| Núm         | Ciclista          | Pos         |
| 50          | Marte Berg Edseth | 30è         |
| 51          | Ingvild Gåskjenn  | 21è         |

| Colòmbia COL | Colòmbia COL | Colòmbia COL |
| ------------ | ------------ | ------------ |
| Núm          | Ciclista     | Pos          |
| 52           | Paula Patiño | 50è          |

| Luxemburg LUX | Luxemburg LUX     | Luxemburg LUX |
| ------------- | ----------------- | ------------- |
| Núm           | Ciclista          | Pos           |
| 53            | Christine Majerus | 17è           |

| Uzbekistan UZB | Uzbekistan UZB    | Uzbekistan UZB |
| -------------- | ----------------- | -------------- |
| Núm            | Ciclista          | Pos            |
| 54             | Yanina Kuskova    | 51è            |
| 55             | Olga Zabelínskaia | 70è            |

| Maurici MRI | Maurici MRI        | Maurici MRI |
| ----------- | ------------------ | ----------- |
| Núm         | Ciclista           | Pos         |
| 56          | Kimberley Le Court | DNF         |

| Xile CHI | Xile CHI      | Xile CHI |
| -------- | ------------- | -------- |
| Núm      | Ciclista      | Pos      |
| 57       | Catalina Soto | 60è      |

| República Popular de la Xina CHN | República Popular de la Xina CHN | República Popular de la Xina CHN |
| -------------------------------- | -------------------------------- | -------------------------------- |
| Núm                              | Ciclista                         | Pos                              |
| 58                               | Tang Xin                         | DNF                              |

| Eslovènia SLO | Eslovènia SLO | Eslovènia SLO |
| ------------- | ------------- | ------------- |
| Núm           | Ciclista      | Pos           |
| 59            | Eugenia Bujak | 42è           |
| 60            | Urša Pintar   | 59è           |

| Esportistes Neutrals Individuals AIN | Esportistes Neutrals Individuals AIN | Esportistes Neutrals Individuals AIN |
| ------------------------------------ | ------------------------------------ | ------------------------------------ |
| Núm                                  | Ciclista                             | Pos                                  |
| 61                                   | Tamara Balabolina                    | 47è                                  |
| 62                                   | Alena Ivanchenko                     | 72è                                  |

| Irlanda IRL | Irlanda IRL    | Irlanda IRL |
| ----------- | -------------- | ----------- |
| Núm         | Ciclista       | Pos         |
| 63          | Megan Armitage | 35è         |

| Txèquia CZE | Txèquia CZE   | Txèquia CZE |
| ----------- | ------------- | ----------- |
| Núm         | Ciclista      | Pos         |
| 64          | Julia Kopecký | 36è         |

| Hong Kong HKG | Hong Kong HKG | Hong Kong HKG |
| ------------- | ------------- | ------------- |
| Núm           | Ciclista      | Pos           |
| 65            | Sze Wing Lee  | 64è           |

| Xipre CYP | Xipre CYP          | Xipre CYP |
| --------- | ------------------ | --------- |
| Núm       | Ciclista           | Pos       |
| 66        | Antri Christoforou | 62è       |

| Tailàndia THA | Tailàndia THA    | Tailàndia THA |
| ------------- | ---------------- | ------------- |
| Núm           | Ciclista         | Pos           |
| 67            | Phetdarin Somrat | 78è           |

| Brasil BRA | Brasil BRA            | Brasil BRA |
| ---------- | --------------------- | ---------- |
| Núm        | Ciclista              | Pos        |
| 68         | Ana Vitória Magalhães | 74è        |

| Ucraïna UKR | Ucraïna UKR     | Ucraïna UKR |
| ----------- | --------------- | ----------- |
| Núm         | Ciclista        | Pos         |
| 69          | Iúlia Biriukova | 67è         |

| Esportistes Neutrals Individuals AIN | Esportistes Neutrals Individuals AIN | Esportistes Neutrals Individuals AIN |
| ------------------------------------ | ------------------------------------ | ------------------------------------ |
| Núm                                  | Ciclista                             | Pos                                  |
| 70                                   | Hanna Tserakh                        | 61è                                  |

| Suècia SWE | Suècia SWE         | Suècia SWE |
| ---------- | ------------------ | ---------- |
| Núm        | Ciclista           | Pos        |
| 71         | Caroline Andersson | 14è        |

| Corea del Sud KOR | Corea del Sud KOR | Corea del Sud KOR |
| ----------------- | ----------------- | ----------------- |
| Núm               | Ciclista          | Pos               |
| 72                | Song Min-ji       | DNF               |

| Hongria HUN | Hongria HUN | Hongria HUN |
| ----------- | ----------- | ----------- |
| Núm         | Ciclista    | Pos         |
| 73          | Blanka Vas  | 4t          |

| Algèria ALG | Algèria ALG    | Algèria ALG |
| ----------- | -------------- | ----------- |
| Núm         | Ciclista       | Pos         |
| 74          | Nesrine Houili | DNF         |

| Sèrbia SRB | Sèrbia SRB  | Sèrbia SRB |
| ---------- | ----------- | ---------- |
| Núm        | Ciclista    | Pos        |
| 75         | Jelena Erić | 66è        |

| Mèxic MEX | Mèxic MEX      | Mèxic MEX |
| --------- | -------------- | --------- |
| Núm       | Ciclista       | Pos       |
| 76        | Marcela Prieto | DNF       |

| Japó JPN | Japó JPN     | Japó JPN |
| -------- | ------------ | -------- |
| Núm      | Ciclista     | Pos      |
| 77       | Eri Yonamine | 26è      |

| Lituània LTU | Lituània LTU   | Lituània LTU |
| ------------ | -------------- | ------------ |
| Núm          | Ciclista       | Pos          |
| 78           | Rasa Leleivytė | 20è          |

| Eslovàquia SVK | Eslovàquia SVK | Eslovàquia SVK |
| -------------- | -------------- | -------------- |
| Núm            | Ciclista       | Pos            |
| 79             | Nora Jenčušová | 71è            |

| Vietnam VIE | Vietnam VIE     | Vietnam VIE |
| ----------- | --------------- | ----------- |
| Núm         | Ciclista        | Pos         |
| 80          | Nguyễn Thị Thật | 73è         |

| Portugal POR | Portugal POR   | Portugal POR |
| ------------ | -------------- | ------------ |
| Núm          | Ciclista       | Pos          |
| 81           | Daniela Campos | 41è          |

| Namíbia NAM | Namíbia NAM | Namíbia NAM |
| ----------- | ----------- | ----------- |
| Núm         | Ciclista    | Pos         |
| 82          | Vera Looser | 68è         |

| Letònia LAT | Letònia LAT         | Letònia LAT |
| ----------- | ------------------- | ----------- |
| Núm         | Ciclista            | Pos         |
| 83          | Anastasia Carbonari | 69è         |

| Emirats Àrabs Units UAE | Emirats Àrabs Units UAE | Emirats Àrabs Units UAE |
| ----------------------- | ----------------------- | ----------------------- |
| Núm                     | Ciclista                | Pos                     |
| 84                      | Safiya Al Sayegh        | DNF                     |

| Israel ISR | Israel ISR       | Israel ISR |
| ---------- | ---------------- | ---------- |
| Núm        | Ciclista         | Pos        |
| 85         | Rotem Gafinovitz | 77è        |

| Costa Rica CRC | Costa Rica CRC      | Costa Rica CRC |
| -------------- | ------------------- | -------------- |
| Núm            | Ciclista            | Pos            |
| 86             | Milagro Mena Solano | DNF            |

| Malàisia MAS | Malàisia MAS             | Malàisia MAS |
| ------------ | ------------------------ | ------------ |
| Núm          | Ciclista                 | Pos          |
| 87           | Nur Aisyah Mohamad Zubir | DNF          |

| Nigèria NGR | Nigèria NGR           | Nigèria NGR |
| ----------- | --------------------- | ----------- |
| Núm         | Ciclista              | Pos         |
| 88          | Ese Lovina Ukpeseraye | DNF         |

| Burkina Faso BUR | Burkina Faso BUR | Burkina Faso BUR |
| ---------------- | ---------------- | ---------------- |
| Núm              | Ciclista         | Pos              |
| 89               | Awa Bamogo       | DNF              |

| Afganistan AFG | Afganistan AFG | Afganistan AFG |
| -------------- | -------------- | -------------- |
| Núm            | Ciclista       | Pos            |
| 90             | Fariba Hashimi | 75è            |
| 91             | Yulduz Hashimi | DNF            |

| Ruanda RWA | Ruanda RWA     | Ruanda RWA |
| ---------- | -------------- | ---------- |
| Núm        | Ciclista       | Pos        |
| 92         | Diane Ingabire | DNF        |

| Equip Olímpic de Refugiats EOR | Equip Olímpic de Refugiats EOR | Equip Olímpic de Refugiats EOR |
| ------------------------------ | ------------------------------ | ------------------------------ |
| Núm                            | Ciclista                       | Pos                            |
| 93                             | Eyeru Tesfoam Gebru            | DNF                            |